# Palisade (Nebraska)
Palisade est un village des comtés de Hayes et de Hitchcock, dans l'État du Nebraska, aux États-Unis. En 2020, il comptait une population de 294 habitants.